# La frontera (filme)
La frontera é um filme de drama chileno de 1991 dirigido e escrito por Ricardo P. Larrain. Larraín ganhou o Silver Bear por uma realização excepcional no 42º Festival Internacional de Cinema de Berlim. O filme foi selecionado como a entrada chilena de melhor filme internacional no Oscar 1992, mas não foi aceito como indicado.

## Elenco
- Patricio Contreras - Ramiro Orellana
- Gloria Laso - Maite
- Alonso Venegas - Delegado
- Sergio Schmied - Secretário
- Aldo Bernales - Diver
- Héctor Noguera - Patricio
- Patricio Bunster - Don Ignacio